# Vernissage hos Gud
Vernissage hos Gud är en svensk långfilm från 2023 i regi av Ossian Melin och Filip Aladdin från konstnärskollektivet KonstAB. Filmen är Melins och Aladdins debut som filmregissörer.
Vernissage hos Gud hade svensk premiär på Göteborg Film Festival den 28 januari 2023  och svensk biopremiär den 17 mars 2023. Den hade internationell premiär på Warsaw International Film Festival den 23 oktober 2023 där den visades i sektionen Free Spirits. 
Den 3 november 2023 släpptes Vernissage hos Gud online på KonstABs egen plattform.

## Handling
Vernissage hos Gud utspelar sig på en förberedande konstskola och kretsar kring två kvinnliga konstnärer, Irma och Madeleine, som förbereder sig inför sin examensutställning. Irma blir kallad av Gud att rädda konstvärlden genom att skapa det perfekta konstverket som bevisar att människan är Guds avbild. I detta får hon hjälp av sin lärare och en dansk dadaist, som börjar på skolan. Men när Irma får tillgång till en urgammal skrift som ska hjälpa henne att skapa konstverket, står hon plötsligt inför en konflikt med ett uråldrigt hemligt sällskap vid namn Zentropa som har som ändamål att kommodifiera all världens konst. Konstskolor, fyllda med egon som söker profilera sig i en konstvärld där konsten skändas och förvanskas respektive avförtrollas genom att anta varuform, blir en värdig måltavla som filmen driver med. Filmen är ett konstnärligt svar på samtidens misslyckande att hålla konsten fri från den varuproducerande samhällsordningen.

## Rollista
- Magnus Krepper – rektor Jack von Rosen
- Isabelle Grill och Hilda Krepper – Irma Odinsdottír
- Victoria Dyrstad – Madeleine Silverstjärnt
- Bo Melin – läraren Björn Backe
- Lisa Lindgren – läraren Sonja Alginat
- Adam Axelsson – Auto Didakt
- Ayad Hamid – Wahlid Amadeh
- Hans Neumayer – Den rike fabrikören med hög hatt
- Holger Eriksson – Harry Kristian
- Kim Lantz – Conny
- Lars Melin – reklamare från Stockholm

## Musik
Filmens musik är skapad av Aron McFaul. Soundtracket släpptes som album den 30 mars 2023.

## Utmärkelser
Vernissage hos Gud nominerades till Svenska kyrkans filmpris 2023.
Samma år nominerades filmen till Free Spirit Award på Warsaw International Film Festival.